# Ruellia metziae
Ruellia metziae là một loài thực vật có hoa trong họ Ô rô. Loài này được Tharp miêu tả khoa học đầu tiên năm 1949.